# Ludwig Christian Boccius
Ludwig Christian Boccius (* 15. Mai 1791 in Schönberg (Mecklenburg); † 7. März 1832 in Neubrandenburg) war ein deutscher Jurist und Dichter.

## Leben
Ludwig Christian Boccius war Sohn des Justiz- und Kammerats bei der Regierung des Fürstentums Ratzeburg David Christian Boccius. Seine Mutter starb früh, aus der zweiten Ehe seines Vaters hatte er einen Halbbruder, Friedrich Wilhelm Boccius, den Vater von Franz Boccius.
Er wuchs auf dem Domhof Ratzeburg auf, besuchte die Domschule Ratzeburg und, begleitet von Karl Friedrich Ludwig Arndt, bis Ostern 1810 das Katharineum zu Lübeck. Ab 1810 studierte er Rechtswissenschaften an den Universitäten Kiel, Göttingen und Jena.
Nach seinem Examen ließ er sich als Mecklenburg-Strelitzscher Justizkanzlei-Advokat in Neubrandenburg nieder. Er war auch Justitiar und Gerichtshalter für mehrere ritterschaftliche Güter der Region.
Boccius hatte Talent und Neigung zur Musik und Dichtkunst. 1826 erschien sein Gedicht Belvedere im Freimüthigen Abendblatt.

## Werke
- Repertorium der in Mecklenburg-Strelitz geltenden Verordnungen. 1820
- 6 deutsche Lieder zum Klavier. Neustrelitz: Korb 1826
- Hinterlassene Gedichte. 1833